# 洛思羅普 (蒙大拿州)
洛思羅普（英語：Lothrop）是位於美國蒙大拿州米蘇拉縣的非建制地區。

## 歷史
洛思羅普的郵局於1900年設立，其後於1913年停運。

## 地理
洛思羅普所處的海拔為高於海平面903米（即2963英呎），而該地所採用的時區為UTC-6，即北美山地時區（MST）。同時該地設有夏令時間，為UTC-7調快一小時，即UTC-6（MDT）。